# Dentex canariensis
Dentex canariensis és un peix teleosti de la família dels espàrids i de l'ordre dels perciformes.

## Morfologia
Pot arribar als 100 cm de llargària total.

## Distribució geogràfica
Es troba a les costes de l'Atlàntic oriental (des del Sàhara Occidental fins a Angola). Recentment ha estat observat a la costa de Cadis (Estat espanyol).